# Епархия Марсабита
Епархия Марсабита (лат. Dioecesis Marsabitensis) — епархия Римско-Католической Церкви с центром в городе Марсабит, Кения. Епархия Марсабита входит в митрополию Ньери. Кафедральным собором епархии Марсабита является церковь Пресвятой Девы Марии в городе Марсабит.

## История
25 ноября 1964 года Римский папа Павел VI издал буллу Arcana Isaiae, которой учредил епархию Марсабита, выделив её епархии Ньери. Первоначально епархия Марсабита входила в митрополию Найроби.
21 марта 1990 года епархия Марсабита вошла в митрополию Ньери.
15 июня 2001 года епархия Марсабита передала часть своей территории для возведения новой епархии Маралала.

## Ординарии епархии
- епископ Charles Maria Cavallera (1964 — 1981);
- епископ Ambrogio Ravasi (1981 — 2006);
- епископ Peter Kihara Kariuki (2006 — по настоящее время).

## Источник
- Annuario Pontificio, Libreria Editrice Vaticana, Città del Vaticano, 2003, ISBN 88-209-7422-3
- Булла Arcana Isaiae, AAS 57 (1965), стр. 827  (лат.)